# Кубок Вірменії з футболу 2013—2014
Кубок Вірменії з футболу 2013–2014 — 23-й розіграш кубкового футбольного турніру у Вірменії. Володарем кубка всьоме став Пюнік.

## Чвертьфінали
Перші матчі відбулися 18 вересня і 2 жовтня, а матчі-відповіді — 23 жовтня і 6 листопада 2013 року.
| Команда 1         | Заг.    | Команда 2 | 1-й матч | 2-й матч |
| ----------------- | ------- | --------- | -------- | -------- |
| Гандзасар (Капан) | 3:1     | Уліссес   | 0:0      | 3:1      |
| Алашкерт          | 1:3     | Міка      | 1:0      | 0:3      |
| Ширак             | 2:2 (ч) | Бананц    | 1:2      | 1:0      |
| Пюнік             | 3:2     | Арарат    | 1:1      | 2:1      |

## Півфінали
Перші матчі відбулися 18-19 березня, а матчі-відповіді — 15-16 квітня 2014 року.
| Команда 1         | Заг. | Команда 2 | 1-й матч | 2-й матч |
| ----------------- | ---- | --------- | -------- | -------- |
| Гандзасар (Капан) | 3:2  | Бананц    | 2:1      | 1:1      |
| Міка              | 0:3  | Пюнік     | 0:1      | 0:2      |

## Фінал
| 7 травня 2014 19:00 (CET) |

| Пюнік                       | 2:1      | Гандзасар (Капан) |
| --------------------------- | -------- | ----------------- |
| К.Оганесян 45+5' Балоян 60' | Протокол | Бегларян 63'      |

| Стадіон «Раздан», Єреван Глядачів: 5 000 Арбітр: Сурен Баліян |